# トレーン (玩具メーカー)
株式会社トレーン（英: TRANE Co.,Ltd.）は、東京都墨田区に本社を置く日本の玩具メーカーである。社名の英文表記は "TRANE" であり "TRAIN" ではない。
1983年の創業時から生産している鉄道玩具「Nゲージダイキャストスケールモデル」シリーズをはじめ、バスのダイカストミニカー「フェイスフルバス」シリーズなど、鉄道・バスのダイカスト玩具など乗り物玩具を中心に、玩具の企画・製造、卸売・小売を一貫して行う。

## 概要
1983年8月に創業者の五十嵐清が東京都墨田区立川で会社を設立。現在に至るまで看板商品となる、鉄道車両のスケールモデル「Nゲージダイキャストスケールモデルシリーズ」の製造・販売を開始する。
同製品は玩具店、家電量販店、百貨店、スーパーマーケット、ホームセンター、駅売店、ファミリーレストランなど、さまざまな場所で販売されている。販路の広さと多彩なラインナップ、手頃な価格から、かつてダイカスト製鉄道玩具のトップシェアを占めていた「ダイカスケール 電車シリーズ」を少数生産に追い込んだ。
また1999年からは、バスのミニカーとして「ポケットバス」シリーズを発売。「ダイカスケール バスシリーズ」と同様に、全国のバス事業者の塗装を再現したミニカーを多数ラインナップした。ポケットバスシリーズが廃番となったのち、2008年からは「フェイスフルバス」シリーズを発売し、現在も製造・販売が継続されている。
直営オンラインショップとして、Yahoo!ショッピングで「電車とバスのおもちゃ屋さん」を運営しており、「フェイスフルバス」の修理用交換部品としてゴム製ミラーとタイヤも販売している。

### 事業所
- 本社：東京都墨田区東駒形2丁目9番2号[1]
- 三郷倉庫：埼玉県三郷市彦成5丁目19番[1]

## 沿革
- 1983年（昭和58年）8月
  - 東京都墨田区立川にて会社設立[2]。
  - Nゲージダイキャストスケールモデルシリーズ（25種）を発売[2]。
- 1990年（平成2年）4月 - ラジコンカー「シティカブリオレ・リモコン」を発売[2]。
- 1991年（平成3年）10月 -「ドア開閉シリーズ」を発売[2]。
- 1992年（平成4年）10月 -「サウンド新幹線のぞみ（300系）を発売[2]。
- 1995年（平成7年）5月 - 「ドラえもんトラックシリーズ」を発売（3種）[2]。
- 1997年（平成9年）6月 - ラジコンカー「RVリモコン」を発売[2]。
- 1998年（平成10年）5月 -「リアルサウンド新幹線（300系）」「リアルサウンドC-58」を発売[2]。
- 1999年（平成11年）6月 - バスミニカー「ポケットバス」シリーズを発売（初回12種）[2]。
- 2000年（平成12年）7月 -「コレクションボックス」（2色）、「パズルマップ」を発売[2]。
- 2001年（平成13年）
  - 5月 -「プレオ・キッズシリーズ」（8種）を発売[2]。
  - 11月 -「おあそびレール」を発売[2]。
- 2003年（平成15年）4月 - 「プレオ・ロコC-58」を発売[2]。
- 2004年（平成16年）11月 - 成人向けジョーク玩具「ひざまくら～疲れているあなたに～」を発売[2][7]（廃番商品）。
- 2005年（平成17年）3月 - 愛・地球博のJR東海パビリオン公式グッズとして「ダイキャスト製リニアモーターカーMLX-01」を会場で発売[2]。
- 2006年（平成18年）8月 - ジェイアール東海エージェンシーとのコラボレーションにより「N700系先行試作車両 Z0編成」を限定発売（翌2007年5月まで）[2]。
- 2008年（平成20年）
  - 4月 - Nゲージダイキャストスケールモデルのパッケージをリニューアル、全商品でSTマークを取得[2]。
  - 9月 - バスミニカー「フェイスフルバス」シリーズを新発売（初回5種）[2]。
- 2009年（平成21年）
  - 9月 - 「フェイスフルバス」シリーズを追加発売（5種）[2]。
  - 11月 - 「プレオロコC-58 ウォータースチーム」を発売[2]。従来は食用油を用いて煙を出していたものを、安全面から水を入れて水蒸気を出すシステムに改良[2]。
- 2011年（平成23年）
  - 3月 - 東日本大震災発生により原材料のダイキャスト生産が遅延したが、ほどなく回復[2]。
  - 4月 - 九州新幹線全線開通に伴い、Nゲージダイキャストスケールモデル「山陽・九州新幹線直通列車 N700系 みずほ・さくら」を発売[2]。
  - 5月 - Nゲージダイキャストスケールモデル「E5系はやぶさ」を発売[2]。
  - 10月 - 創業者の五十嵐清が代表取締役から代表取締役会長へ就任[2]。五十嵐誠が常務取締役から代表取締役社長へ就任[2]。
- 2013年（平成25年）
  - 7月 - Nゲージダイキャストスケールモデル「E6系スーパーこまち」を発売[2]。
  - 11月 -「鉄道シールコレクション」を発売（3種）[2]。
- 2014年（平成26年）
  - 9月 - 発泡スチロール製飛行機玩具「エアライダーズ」を発売[2]。
  - 12月 - 北陸新幹線開業（翌年3月）に先駆け、Nゲージダイキャストスケールモデル「E7系かがやき」を発売[2]。
- 2015年（平成27年）
  - 6月 - 初のスポーツ玩具として「HELIX ゲームパック」を発売[2]。
  - 9月 - 北海道新幹線開業（翌年3月）に先駆け、Nゲージダイキャストスケールモデル「H5系北海道新幹線」を発売[2]。
- 2016年（平成28年）
  - 7月 - 「HELIX パワースピンボール」を発売[2]。
  - 10月 -「エアライダーズ プロサーファー」「エアライダーズ サンダー」を発売[2]。
- 2023年（令和5年）2月6日 - 原材料価格や人件費高騰の影響により、同日出荷分よりNゲージダイキャストスケールモデル（No.1- No.87）の希望小売価格改定を実施[8]。

## 製品
製品は基本的に日本製であるが、蒸気機関車などの一部車両は中国製である。

### 鉄道玩具

#### Nゲージダイキャストスケールモデル
鉄道車両を模したダイカスト製玩具。同社の創業時から製造・販売が継続されている主力製品である。

#### TRAM'S（トラムズ）
ダイカスト製鉄道玩具の路面電車版シリーズ。

#### プレオ ロコC-58
国鉄C58形蒸気機関車をかたどった鉄道玩具。税抜価格4980円（2018年現在）。
汽笛と同時にライト点灯、本体下のボトルに水を入れて煙突から水蒸気を出す「煙出しエントツ」、障害物に当たるとターンして走行する「ミステリーアクション」、電池がなくても遊べる「コロガシ装置」のギミックがある。
過去の製品は煙突から煙を出すために食用油を使っていたが、安全上の理由から加湿器の原理で水を使う方式に改良された。水蒸気は熱を持たないため、手を触れてもやけどの心配はない。

#### ストラップライト
新幹線の車両をかたどったストラップライト。スイッチを押すと車両の写真が映って光る。
ラインナップ（全5種）
- N700系
- ドクターイエロー923形
- E4系Max
- E5系はやぶさ
- N700系みずほ・さくら

#### 鉄道シールコレクション
新幹線とJRの鉄道車両シール。
ラインナップ（全5種）
- 新幹線フェイスシール
- JR九州編（在来線）
- 新幹線　JR西日本編
- 新幹線　JR東日本編 PartII
- 新幹線・リニア中央新幹線　JR東海編

### バスミニカー

#### ポケットバス
1999年6月にバスミニカー「ポケットバス (Pocket Bus) 」シリーズとして新規発売され、「ダイカスケール バスシリーズ」と同様に、全国のバス事業者の塗装を再現したミニカーが販売された。初回に12種を発売し、その後も多数の事業者のバスが追加発売された。
縮尺は1/80クラス（HOスケール相当）。路線バスと高速バスの2タイプで、プロトタイプとされる特定の車種はなく、事業者ごとの仕様などは一切造り分けされていない。
金属（ダイカスト）製であったことから「ダイキャスト製ポケットバス」シリーズとも呼ばれる。
ポケットバスシリーズがいったん廃番となった後に、バスのダイカストミニカー商品は「フェイスフルバス」シリーズとして復活し、よりリアルな製品となった。

##### ラインナップ
価格は1,000円。全国の玩具店や百貨店で販売された。
社局名表記は、市営バスはフェイスフルバスでは「○○市交通局」であるが、ポケットバスシリーズでは「○○市営バス」となっている（都営バスでも同様）。また一部事業者で正式名称や一般に呼ばれる名称と異なるものがある。

###### 通常販売品
- 1999年6月に初回発売
  - No.01：ようちえんバス（高速仕様）
  - No.02：都営バス（路線仕様、ナックルライン塗装）
  - No.03：京成バス（路線仕様）
  - No.04：東武バス（路線仕様、新塗装）
  - No.05：神奈川中央バス（路線仕様）
  - No.06：大阪市営バス（路線仕様）
  - No.07：名鉄バス（路線仕様、基幹バス塗装）
  - No.08：阪急バス（路線仕様）
  - No.09：JRバス（高速仕様、車体にはJR BUSとのみ表記）
  - No.10：はとバス（高速仕様）
  - No.11：空港リムジンバス（東京空港交通、高速仕様）
  - No.12：東急バス（路線仕様）
- それ以降に追加発売
  - No.13：小田急バス（路線仕様）
  - No.14：京王帝都バス（路線仕様、CI新塗装）
  - No.15：名古屋市営バス（路線仕様）
  - No.16：京都市営バス（路線仕様）
  - No.17：神姫バス（路線仕様）
  - No.18：西日本鉄道バス（路線仕様、赤バス塗装）
  - No.19：北海道中央バス（路線仕様）
  - No.20：仙台市営バス（路線仕様）
  - No.21：近畿日本鉄道バス（路線仕様、新塗装）
  - No.22：京阪バス（路線仕様）
  - No.23：国際興業バス（高速仕様）
  - No.24：横浜市営バス（路線仕様）
  - No.25：西武バス（路線仕様、笹カラー）
  - No.26：京浜急行バス（路線仕様）
  - No.27：（不明）
  - No.28：ラッピングバスA（路線仕様、トレーン広告ラッピング）
  - No.29：ラッピングバスB（路線仕様、らーめん「元楽」広告ラッピング）
  - No.30：西武観光バス（高速仕様、ライオンズカラー）
  - 番号なし：読売新聞ヨミーバス（路線仕様、都営バスに読売新聞の黄色い広告ラッピング）

###### 限定販売品
- No.18：西日本鉄道バス 限定版「博多祇園山笠」（路線仕様、赤バス塗装に「博多祇園山笠」の文字）
- 番号なし：関東鉄道 高速夜行バス（高速仕様、事業者限定版）

#### フェイスフルバス
2008年9月に「フェイスフルバス (Faithful Bus) 」シリーズとして新規発売され、初回5種が発売。トレーン社のバスミニカーラインナップが復活した。翌2009年9月、5種類が追加発売された。
商品名は英語で「忠実な、正確な」を意味する「faithful」に由来する。
対象年齢3歳以上、STマーク付き。中国製である。幼児が手に取って遊んでも怪我しないよう、ミラーは柔らかいゴムでできている。
縮尺は「ポケットバス」と同じ1/80クラス（HOスケール相当）。トミーテックのバスコレクション80、京商の1/80スケール ダイキャストバスシリーズなどと同じスケールで、クラブバスラマの1/76よりやや小さい。
ただしあくまでも子供が遊べる安価な玩具としての位置付けであり、これらバス模型として発売された製品ほどの精密さはなく、事業者ごとの仕様の差異なども再現されていない。また事業者ごとの社番・局番は車体に印字されておらず、バスコレクションのようにモデルになった車両は特に存在しないため、あくまでも「タイプ」である。
手頃な価格のわりには、塗装や社名ロゴや小さな文字、ノンステップバスの車椅子マークなどのピクトグラムまで、細部もよく再現されており、金属製のためバスらしい重量感もある。子供が遊べる安全性と低価格、大人のバスファンの鑑賞にも耐える完成度を両立させた、バランスの取れた製品となっている。
梱包は、折り畳みできるプラスチック (PVC) 製の箱に入っており、中にブリスターが入って固定されている。箱のデザインはシリーズ共通で、店頭で吊り下げて販売することもできるようになっている。
紙製の方向幕シールが付属しており、複数の系統と社名表示から好きなものを貼ることができる。ナンバープレート（事業用の緑ナンバー）のシールも複数用意されており、系統に合わせた地域のシールを貼ることもできる。また特にシールを貼らなくてもナンバープレート部分は緑色に塗られている。なお「シールは保護者の方が貼ってあげてください」と注意書きがある。
入口・出口の表示は車体に直接印刷されているが、その事業者で標準的な乗降方式を再現していると思われる。事業者によっては系統や地域により乗降方式が前乗り・中乗りと異なる場合があるが（例：No.11 国際興業バス）、入口・出口のシールは付属していないため、そこまで詳細に再現することはできない。
車種は、路線バスはいすゞ・エルガ（初代）、高速バス・観光バスは日野・セレガ（2代目）に統一されている。エルガのシャーシ部分には「ISUZU ERGA」のロゴがある。
2009年にNo.7として発売された小田急バスのエルガは、2018年以降の導入車両では省略された、リアの「人に優しいノンステップバス」の文字と樹木のシルエットを描いたマークが再現されている。
また同年にNo.8として発売された北海道中央バスのエルガは、屋根上ファンのない北海道仕様（寒冷地仕様）となっており、他社局の車両とは造り分けられている。一時は品切れとなり公式サイトの商品一覧からも削除されていたが、2018年9月17日に再発売された。
エルガでは、事業者の仕様にかかわらず中扉は引戸に統一されているが、2012年にNo.14として発売された東急バスで初めて、車体と屋根上に虹が丘営業所の社番「NJ1156」と登録番号が印刷され、同営業所の仕様である4枚折戸が再現された。価格は他社局のモデルと同じである。同年11月18日の一般発売に先駆けて、10月18日より東急百貨店各店で先行発売された。
2017年11月24日にはNo.18として仙台市交通局が発売。これを記念して、翌2018年1月27日・28日にイオン仙台店で「ミニカー発売記念イベント」が開催され、仙台市交通局の公式サイトでも告知された。

##### ラインナップ

###### 通常販売品
本体価格は1944円（2020年現在）。
- 2008年9月発売（5種）[2]
  - No.1：東京都交通局（路線車、ノンステップバス塗装）
  - No.2：はとバス（高速車、通常塗装）
  - No.3：富士急行（高速車、Resort Express塗装）
  - No.4：東京空港交通（高速車、通常塗装）
  - No.5：大阪市交通局（路線車、通常塗装）※廃番
- 2009年9月発売（5種）[2]
  - No.6：関空リムジンバス（高速車、通常塗装）
  - No.7：小田急バス（路線車、通常塗装）
  - No.8：北海道中央バス（路線車、通常塗装）※品切れ→2018年9月17日再発
  - No.9：近鉄バス（路線車、通常塗装）
  - No.10：京阪バス（路線車、通常塗装）
- 2011年10月19日発売
  - No.11：国際興業バス（路線車、通常塗装、中乗り前降り埼玉仕様）
  - No.12：西日本鉄道（路線車、スマートループ塗装）
  - No.13：ジェイアール東海バス（高速車）
- 2012年11月18日発売[10]
  - No.14：東急バス（路線車、中扉4枚折戸、虹が丘営業所仕様）
- 2013年5月18日発売
  - No.15：京都市交通局（路線車、通常塗装）
- 2015年8月27日発売
  - No.16：名鉄バス（路線車、通常塗装）
- 2014年12月より一部エリアで先行販売
  - No.17：名古屋市交通局（路線車、通常塗装）
- 2017年11月24日発売
  - No.18：仙台市交通局（路線車、通常塗装）[11]

###### 限定販売品
- 東京バス（高速車、貸切仕様）[13]
  - 事業者限定版。2017年発売、本体価格3,200円[13][14]。
  - 事業者公式キャラクター「バスゴリ」付塗装。パッケージの材質・デザインは通常版とほぼ同じ[14]。
  - トレーン公式サイトに掲載なし。

### その他の製品
- エアライダーズ (AIR RIDERS)
  - 発泡スチロール製の飛行機玩具。公園など屋外で飛ばして遊べる。
  - 動力は使用せず、紙飛行機のように飛ばすと浮力で飛行する。硬い素材を使用しておらず、落下してぶつかっても怪我をしないように造られている。
- ヘリックス (HELIX)
  - スポーツ玩具。投げたり蹴ったりして遊ぶ小型のボール[15]。
  - ラグビーやアメリカンフットボールで使用する楕円形の長球を模している。付属のシャトルパーツを着脱できる[15]。